# چوچیلا (کالیفرنیا)
چوچیلا (به انگلیسی: Chowchilla) شهری در شهرستان مادرا ایالت کالیفرنیا است که در سرشماری سال ۲۰۱۰ میلادی، ۱۸۷۲۰ نفر جمعیت داشته است.